# Campeonato de Europa Central de Fórmula 4
El Campeonato de Europa Central de Fórmula 4 es una competición de automovilismo regulada según las normas de Fórmula 4 establecidas por la FIA. Está organizado y promovido por el Automóvil Club de la República Checa (en checo: Autoklub České Republiky (AČR)) y por Krenek Motorsport. El campeonato comenzó en 2022 como un trofeo y obtuvo el estatus de campeonato al año siguiente.

## Historia
El campeonato estaba previsto inaugurarse en 2022, sin embargo, se celebró como un trofeo debido a los retrasos masivos en la entrega de monoplazas. Para 2023, el campeonato se denominó inicialmente Fórmula Checa ACCR y luego, después de la certificación FIA, Campeonato de Fórmula 4 de Europa Central (Fórmula 4 CEZ).

## Monoplazas
El constructor italiano Tatuus ha sido contratado para diseñar y construir los monoplazas. El chasis es un monocasco fabricado en fibra de carbono. En la temporada 2022, el Tatuus F4-T014 de generación anterior pudieron participar en el campeonato debido a los retrasos del modelo sucesor, el F4-T421; sin embargo, a los autos de generación anterior no se les permitió participar en la temporada 2023 debido al proceso de certificación de la FIA.

## Campeones
| Año  | Piloto campeón | Equipo campeón    |
| ---- | -------------- | ----------------- |
| 2022 | Zénó Kovács    | Racing Trevor     |
| 2023 | Ethan Ischer   | Jenzer Motorsport |
| 2024 | Oscar Wurz     | Jenzer Motorsport |

## Circuitos
| N.º | Circuito                 | Rondas | Años      |
| --- | ------------------------ | ------ | --------- |
| 1   | Red Bull Ring            | 2      | 2023-     |
| 1   | Slovakia Ring            | 2      | 2023-     |
| 1   | Autódromo de Most        | 2      | 2023-     |
| 1   | Autódromo de Brno        | 2      | 2023-     |
| 1   | Circuito de Balaton Park | 2      | 2023-2024 |
| 6   | Hungaroring              | 1      | 2023      |
| 6   | Salzburgring             | 1      | 2024      |